# Zelňačka (film)
Zelňačka (francouzsky: La Soupe aux choux) je francouzská sci-fi komedie z roku 1981 na motivy stejnojmenného románu René Falleta z roku 1980. Dabing hlavního hrdiny (ztvárněného Louisem de Funèsem) pro české znění vytvořili Jiří Lábus a Jiří Krampol.

## Děj
Děj filmu se odehrává v Láhvové Lhotě malé osadě na francouzském venkově. Dva staří přátelé na penzi tu tráví předposlední etapu života - své stáří. Vzpomínají na vše, co prožili uprostřed vesnice, která se vylidňuje. Mladí odešli za prací do města, místní život se zastavil a všechno funguje tak nějak ze setrvačnosti. Komu by se však chtělo umřít? Užívají si tedy života, jak jen to jde. Jednoho jasného večera mají rozhovor o hvězdných dálkách. Nevědomky tak vyšlou signál mimozemským civilizacím.
Té noci navštíví Glóda vzácná návštěva z kosmu. Mimozemšťan hudrující jako krocan nejprve vzbudí nedůvěru, rozpaky, ale nakonec sympatie a přízeň. Glód ho pohostí zelnou polévkou vlastní receptury a dokonce mu dá do bandasky s sebou.
Přílet létajícího talíře do vesnice nezůstal utajen jejím obyvatelům. V první řadě ho viděl Glódův soused a kamarád. Než však stačil zasáhnout byl uspán. Další svědkyně byla místní "pomatená" a tak není divu, že když to přišli oba postupně nahlásit na četnickou stanici, nikdo jim nevěřil a sklidili výsměch. Hrbáč chce dokonce použít oprátku k ukončení svého trápení. Glód to nebere příliš vážně. Pro jistotu však přítele hlídá a vlastnoručně mu tu oprátku nařízne. Snaží se ho uklidnit, ale ke kontaktu s ufonem se nepřiznává. Cicisse se skutečně zhoupne, ale oprátka ho neudrží a s překvapením zjišťuje, že smrt může taky bolet (a to jen dopadl na zem). Glód ho uloží do postele a je rád, že přítel překonal krizi.
Tutéž noc je příhodný čas pro kontakt s ufonem. Glód se ho tedy snaží přivábit stejným způsobem jako poprvé. Úspěch se dostavil a kolem půlnoci se na jeho dvůr snesl létající talíř.
K velkému Glódovu překvapení však ufon nezačal hudrovat. Za krátký čas, co se neviděli se naučil obstojně lidskou řeč. Stručně popsal svou planetu Oxo a způsob života na ní. Především se však chtěl vyrovnat za tu zelnou polévku, kterou dostal. Glód odmítl se slovy "Prachy jsou prachy, ale důležitý jsou jenom pro někoho. Snad ještě můžu někoho pozvat na polívku". Ukázal Oxanovi zlaťák "Napoleon" a posléze mu ho půjčil. Poté, co rozebrali poměry na Zemi svěřil se Glód, že ho na Zemi čeká už asi jen 10 let života. Zmínil Francin, kterou pochoval a ukázal pramínek vlasů na památku. Oxan se ho optal, jestli by mu způsobilo radost, kdyby se s Francin opět setkal, ale byl odbyt.
Jedné jasné noci přiletěl do Lahvové Lhoty opět létající talíř. Dovezl něco zabalené v prostěradle. To něco byla oživená Francin - Glódova manželka. Byl to pro ni šok, protože si pamatovala, že zemřela. Šok to byl i pro Glóda, protože byla tak krásná, jako když se s ní ženil. Nevěřila, že je krásná. Teprve pohled do zrcadla ji přesvědčil. Závratí omdlela. Svou druhou životní šanci Francin pochopila hned druhý den. Našla si přítelkyni i přítele. Ještě než Glódovi zmizela ze života, prozradila mu, že za války, když byl v zajetí, byla milenkou souseda studnaře hrbáče.
Být paroháčem - to zjištění není příjemné ani po čtyřiceti letech. Glód se rozhodl optat přítele s flintou v ruce. Ten se přiznal a Glód mu odpustil.
Poté, co ho opustila Francina, Navštívil Glóda jeho starý přítel z planety Oxo. Sdělil mu úžasnou novinku. Zelná polévka se na jeho planetě stala elixírem radosti a on byl za své výzkumy povýšen. K zlaťáčku, který si Oxan vypůjčil dostal Glód plnou krabici dalších. Navíc dostal speciální nabídku. Může žít na Oxu do 200 let. Glód měl několik námitek, které byly vyslyšeny. Přesto odmítl. Oxan mu nechal "komunikátor", aby mohl podat zprávu, pokud si to rozmyslí.
Nic by se asi nezměnilo, kdyby starosta obce, ke které byla Lahvová Lhota přičleněná neprosadil vybudování zábavního parku. Staříci odmítli opustit milovaný domov, ale po vybudování parku se stali terčem posměchu. Protože se situace stala neúnosnou, rozhodl se Glód k činu.
Seznámil přítele s nabídkou ufona z planety Oxo. Po chvíli nedůvěry na to Cicisse kývne. Stěhování má nastat co nevidět.
V následujících dnech před odjezdem urovnal Glód svoje záležitosti na Zemi. Část zlatého pokladu v mincích doslova rozházeli s kamarádem svatebčanům pod nohy - byl z toho velký poprask. Druhou část poslal Francině, jako svůj odkaz spolu s dojemným dopisem.
Posledním dějství filmu je odlet k hvězdným výšinám za zpěvu písně.

## Obsazení
| Louis de Funès    | švec, dřeváčník Claude Ratinier zvaný též Glód                             |
| Jacques Villeret  | mimozemšťan z planety Oxo                                                  |
| Jean Carmet       | studnař, hrbáč Francis Chérasse zvaný též Cicisse (Glódův přítel a soused) |
| Christine Dejoux  | Francin, oživlá žena vdovce Clauda Ratiniera                               |
| Claude Gensac     | Amélie Poulangeardová (místní pomatená žena)                               |
| Gaëlle Legrand    | Catherine Lamouettová (přítelkyně Francin)                                 |
| Max Montavon      | Robert, bratr pomatené Poulangeardové                                      |
| Henri Génès       | velitel četníků                                                            |
| Marco Perrin      | starosta obce                                                              |
| Philippe Ruggieri | nový přítel Francin                                                        |

Zdroje: Základní informace čerpány z Francouzskojazyčné wikipedie a přebalu DVD filmu. Děj sepsán na základě zhlédnutí filmu.